# Maylee Phelps
Maylee Phelps (* 4. Dezember 2006 in China) ist eine US-amerikanische Rollstuhltennisspielerin.

## Karriere
Maylee Phelps wurde mit einer Spina bifida geboren und im Alter von zwei Jahren adoptiert und in die Vereinigten Staaten gebracht. Mit zwölf Jahren begann sie mit dem Rollstuhltennis, im Januar 2023 stand sie an der Spitze der Juniorenweltrangliste. Phelps wurde im selben Jahr zum Junior Wheelchair Players of the Year gewählt. Sie konnte auf der ITF-Tour sowohl bei den Junioren als auch bei den Senioren Titel im Einzel und Doppel gewinnen, darunter die Junioren-Doppel-Konkurrenz der French Open 2024 an der Seite von Ksénia Chasteau.
Seit 2021 tritt sie beim World Team Cup für die USA an.
Zusammen mit Dana Mathewson gewann sie den Doppelwettbewerb der Parapanamerikanischen Spiele 2023 in Santiago de Chile.
Die beiden traten auch zusammen bei den Paralympischen Spielen 2024 in Paris an. In der ersten Runde trafen sie auf Momoko Ohtani und Saki Takamuro, dabei konnten sie eine Satzführung nicht nutzen – die Japanerinnen setzten sich schließlich im Match-Tie-Break durch. Im Einzel verlor Phelps ihr Auftaktmatch gegen Abbie Breakwell klar in zwei Sätzen.